# Shigeru Kôyama
Shigeru Kôyama (Hiroshima, 16 gennaio 1929 – Kyoto, 3 gennaio 2017) è stato un attore giapponese.
Ha iniziato a recitare nel 1958 in film giapponesi, ma in America è noto per il film Black Rain - Pioggia sporca con Michael Douglas e Andy García.

## Filmografia
- Black Rain - Pioggia sporca (Black Rain), regia di Ridley Scott (1989)
- Outrage Beyond (アウトレイジ ビヨンド?, Autoreiji Biyondo), regia di Takeshi Kitano (2012)

## Doppiatori italiani
- Pietro Biondi in Outrage Beyond